# Bahjat al-Talhouni
Bahjat al-Talhouni (en árabe: بهجت التلهوني‎), (Ma'an, Imperio Otomano, (hoy Jordania), 1913 – Amán, 30 de enero de 1994), fue un  político jordano. Sirvió como Primer Ministro de Jordania durante cuatro mandatos entre 1960 y 1970.

## Biografía
Se graduó en derecho en la Universidad de Damasco e hizo carrera en el sistema judicial jordano donde llegó a ser presidente de la Corte de Apelaciones desde 1954 hasta 1960. Empezó su carrera política al ser nombrado Ministro de Interior en 1953. En 1960 fue nombrado por primera vez Primer Ministro. Sus mandatos tuvieron lugar: Del 29 de agosto de 1960 hasta el 27 de enero de 1962, del 6 de julio de 1964 hasta el 13 de febrero de 1965, del 7 de octubre de 1967 hasta el 24 de marzo de 1969 y del 12 de agosto de 1969 hasta el 27 de junio de 1970. Era partidario de presidente egipcio Gamal Abdel Nasser y fue llamado a ese cargo en los momentos en los que era necesario rebajar tensiones entre ambos países y cesado cuando era necesaria la aplicación de medidas más impopulares.
Ya estaba fuera del gobierno cuando estalló el conflicto entre el gobierno y las guerrillas palestinas instaladas en territorio jordano. Fue nombrado senador en 1962 puesto que ocupó hasta su muerte en Amán en 1994.